# Pic Eagle (comté de Mariposa)
Pour les articles homonymes, voir Pic Eagle.
Le pic Eagle (en anglais : Eagle Peak) est un sommet de la Sierra Nevada, aux États-Unis. Il culmine à 2 371 mètres d'altitude dans le comté de Mariposa, en Californie, en dominant deux autres pics avec lesquels il forme les Three Brothers, qui surplombent la vallée de Yosemite. Il est protégé par la Yosemite Wilderness, au sein du parc national de Yosemite.